# Araneus usualis
Araneus usualis là một loài nhện trong họ Araneidae.
Loài này thuộc chi Araneus. Araneus usualis được Eugen von Keyserling miêu tả năm 1887.